# カム・アラウンド・サンダウン
『カム・アラウンド・サンダウン』（Come Around Sundown）はアメリカのロックバンド、キングス・オブ・レオンの5枚目のアルバム。2010年10月15日発売。

## セールス、評価
アルバムはオーストラリア、オーストリア、ベルギー、カナダ、ドイツ、アイルランド、スイス、そしてイギリスで初登場1位を獲得するなど、前作同様世界各国で商業的成功を収めた。イギリスでは2010年内に69万4300枚を売り上げ、2010年のイギリスで11番目に売れたアルバムとなった。2011年には第54回グラミー賞のベスト・ロック・アルバム部門にノミネートされた。

## 収録曲
1. ジ・エンド / The End - 4:24
2. レディオアクティブ / Radioactive - 3:26
3. パイロ / Pyro - 4:10
4. メアリー / Mary - 3:25
5. ザ・フェイス / The Face - 3:28
6. ジ・イモータルス / The Immortals - 3:28
7. バック・ダウン・サウス / Back Down South - 4:01
8. ビーチ・サイド / Beach Side - 2:50
9. ノー・マネー / No Money - 3:05
10. ポニー・アップ / Pony Up - 3:04
11. バースデイ / Birthday - 3:15
12. ミ・アミーゴ / Mi Amigo - 4:06
13. ピックアップ・トラック / Pickup Truck - 4:44

### デラックス版、日本版ボーナストラック
1. セレブレイション / Celebration - 3:44
2. レディオアクティブ (Remix featuring West Angeles Mass Choir) - 3:29
3. クローサー (The Presets Remix) - 4:51

### iTunes extended version
1. Celebration - 5:13
2. Radioactive (Remix) (feat. the West Angeles Mass Choir) - 3:28
3. Closer" (The Presets Remix) - 4:51
4. Radioactive (Video) - 3:26
5. Making of Radioactive (Video)

## メンバー
- カレブ・フォロウィル - ボーカル、ギター、クラビネット
- マシュー・フォロウィル - ギター、シンセサイザー、ピアノ、コーラス
- ジャレッド・フォロウィル - ベース、シンセサイザー、ピアノ、コーラス、シロフォン、オムニコード、コーラス
- ネイサン・フォロウィル - ドラムス、パーカッション、コーラス